# Ressorts du Suriname
Les ressorts du Suriname (en néerlandais: ressort au singulier et ressorten au pluriel) constituent une division administrative et politique de la République du Suriname. Ils sont la deuxième plus grande entité territoriale du pays après les districts. Leur composition s'apparente à celle d'entités de niveau municipal, bien que ceux du district de Paramaribo, la capitale du pays, s'apparentent davantage à des quartiers. Généralement, un ressort peut être constitué d'une zone urbaine ainsi que de zones rurales périphériques. Les ressorts sont au nombre de 63 répartis au sein des dix districts du pays. 

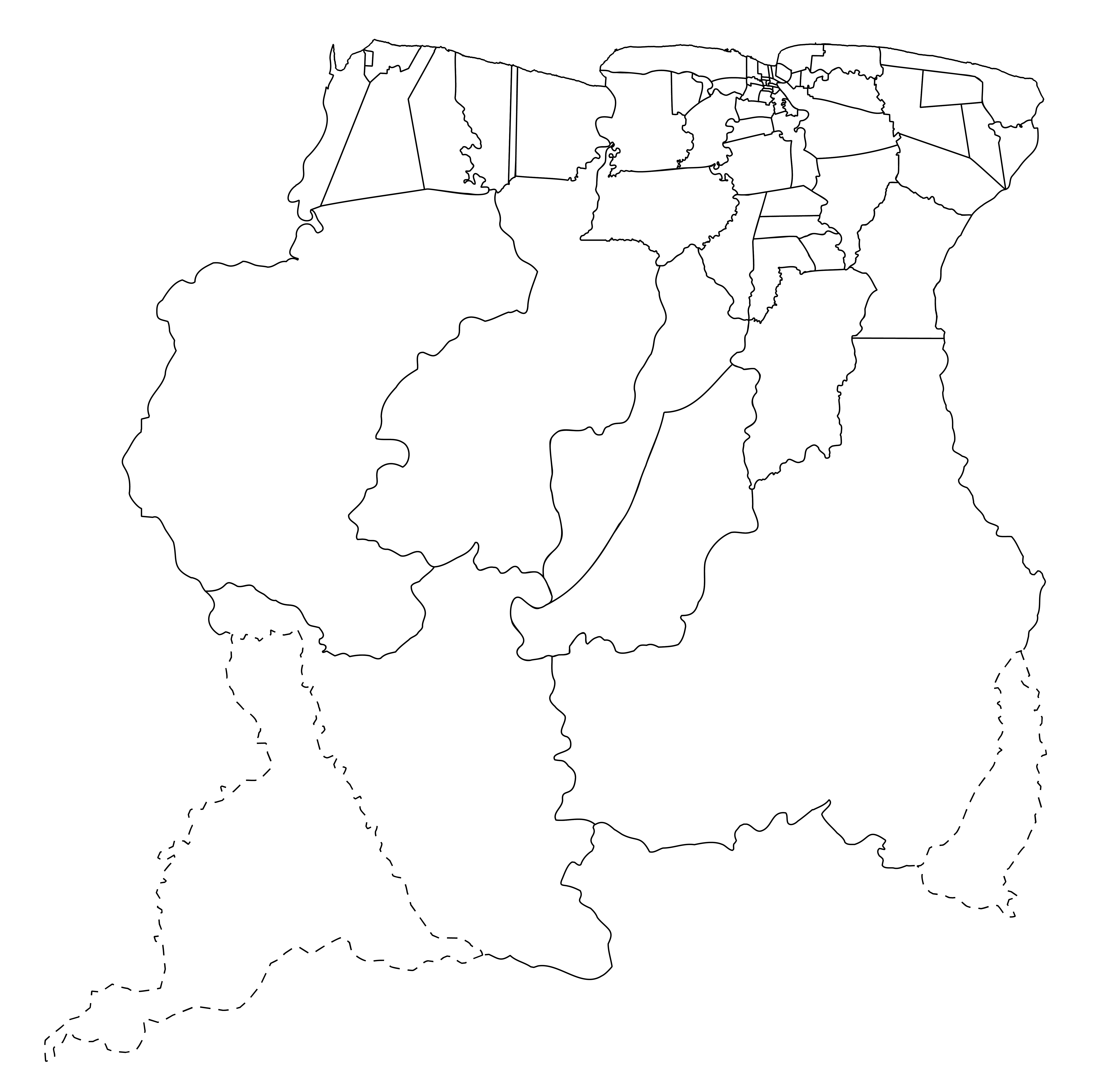
Carte générale des ressorts Surinamais.

Le ressort moyen est d'une superficie d'environ 2 600 km2 et compte environ 8 000 habitants. Selon l'article 161 de la Constitution du Suriname, l'organe politique le plus élevé du ressort est le conseil de ressort. Les élections de ces conseils ont lieu tous les cinq ans, généralement en même temps que les élections générales.

## Liste
Les ressorts sont présentés ci-dessous, par district.

### District de Brokopondo

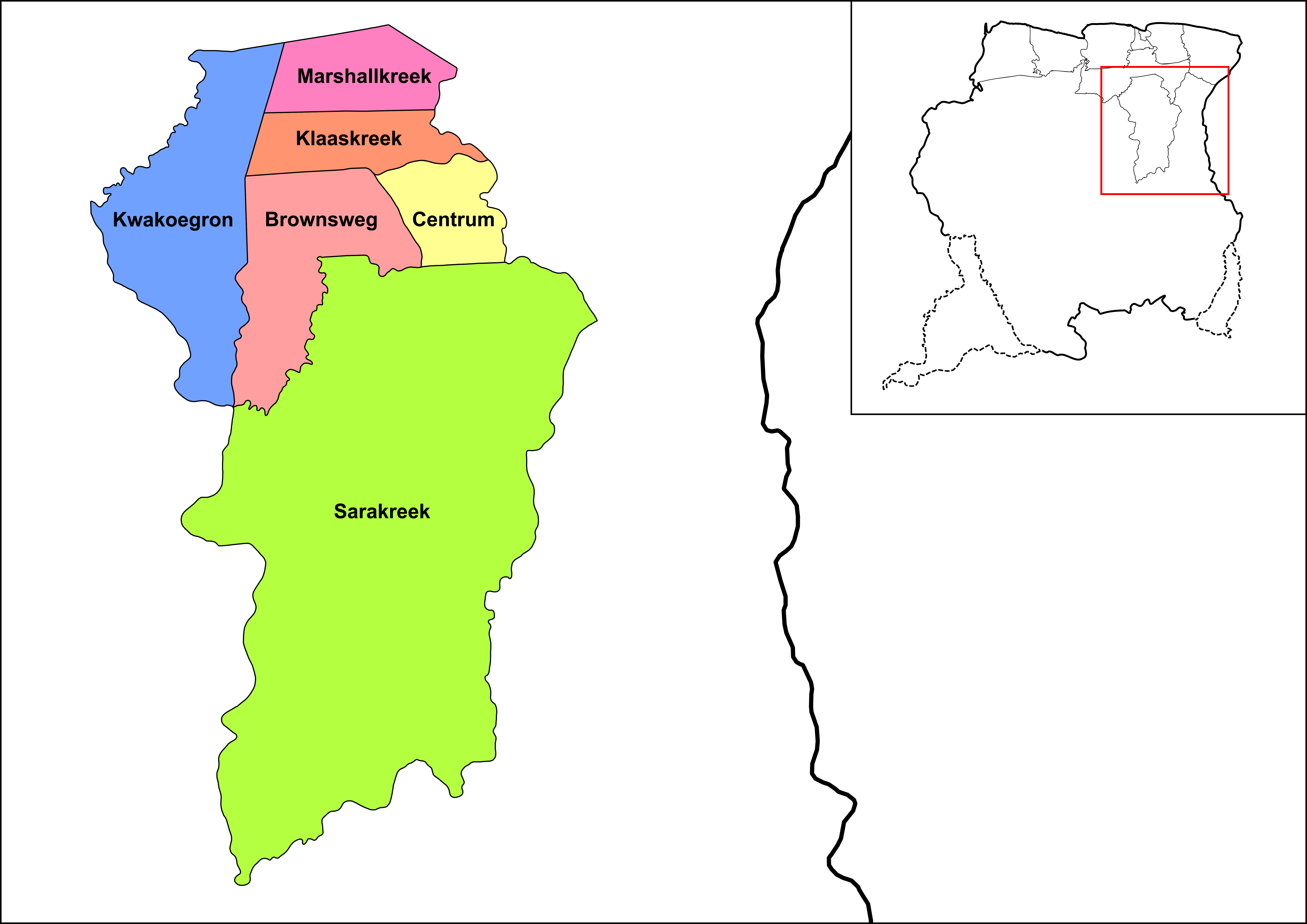
Ressorts de Brokopondo.

Le district de Brokopondo comprend les ressorts suivants:
| Ressort       | Superficie (km2) | Densité de population | Population (2012) |
| ------------- | ---------------- | --------------------- | ----------------- |
| Kwakoegron    | 1 050            | 0,2                   | 263               |
| Marshallkreek | 354              | 2,8                   | 1 171             |
| Klaaskreek    | 349              | 3,8                   | 2 124             |
| Centrum       | 314              | 9,1                   | 4 482             |
| Brownsweg     | 731              | 5,3                   | 4 783             |
| Sarakreek     | 4 566            | 1,1                   | 3 076             |

### District de Commewijne

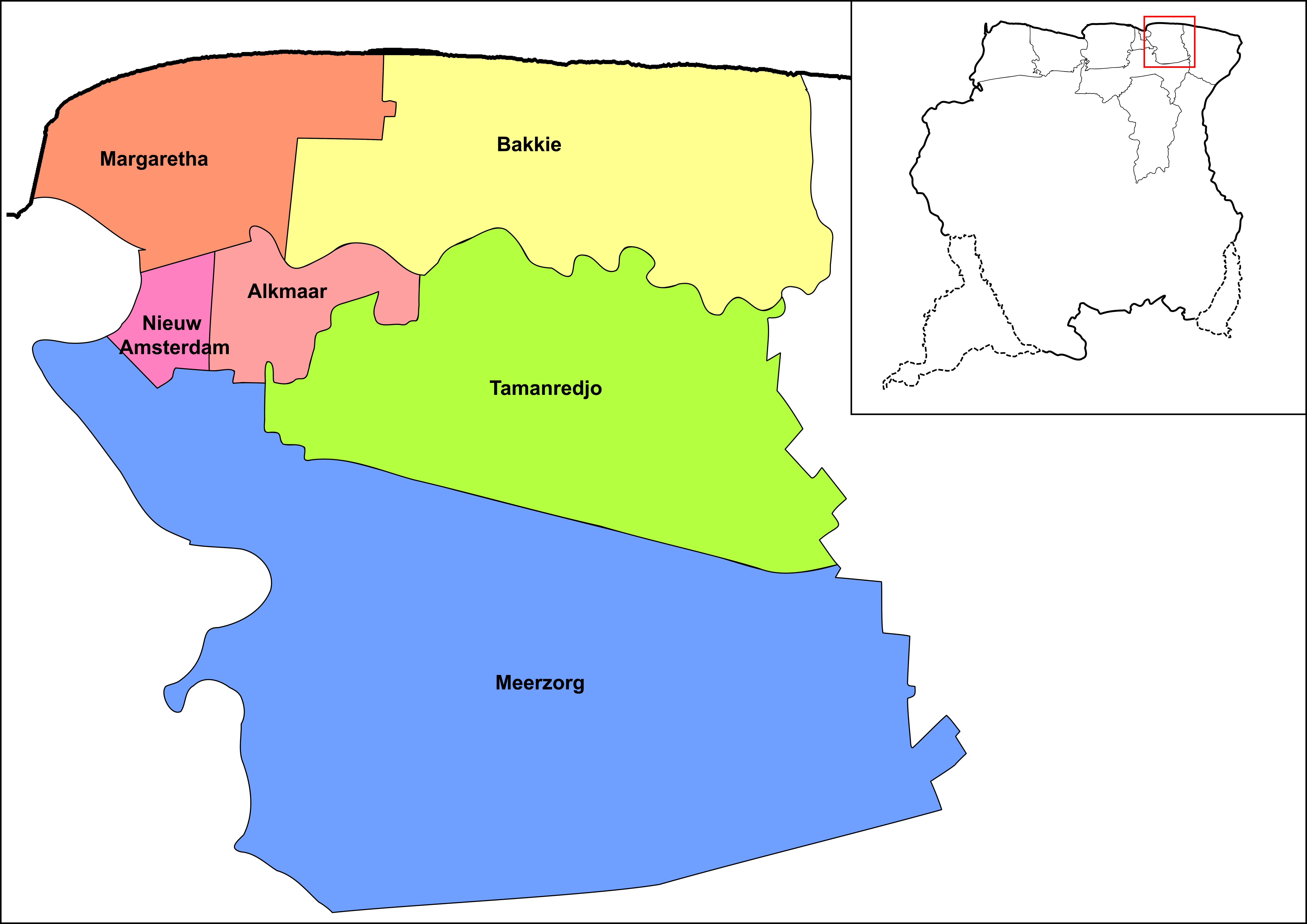
Ressorts de Commewijne.

Le district de Commewijne comprend les ressorts suivants:
| Ressort         | Superficie (km2) | Densité de population | Population (2012) |
| --------------- | ---------------- | --------------------- | ----------------- |
| Margaretha      | 191              | 4,1                   | 756               |
| Bakkie          | 440              | 1,2                   | 447               |
| Nieuw Amsterdam | 48               | 114,4                 | 5 650             |
| Alkmaar         | 81               | 52,0                  | 5 561             |
| Tamanredjo      | 512              | 10,8                  | 6 601             |
| Meerzorg        | 1 081            | 7,5                   | 12 405            |

### District de Coronie

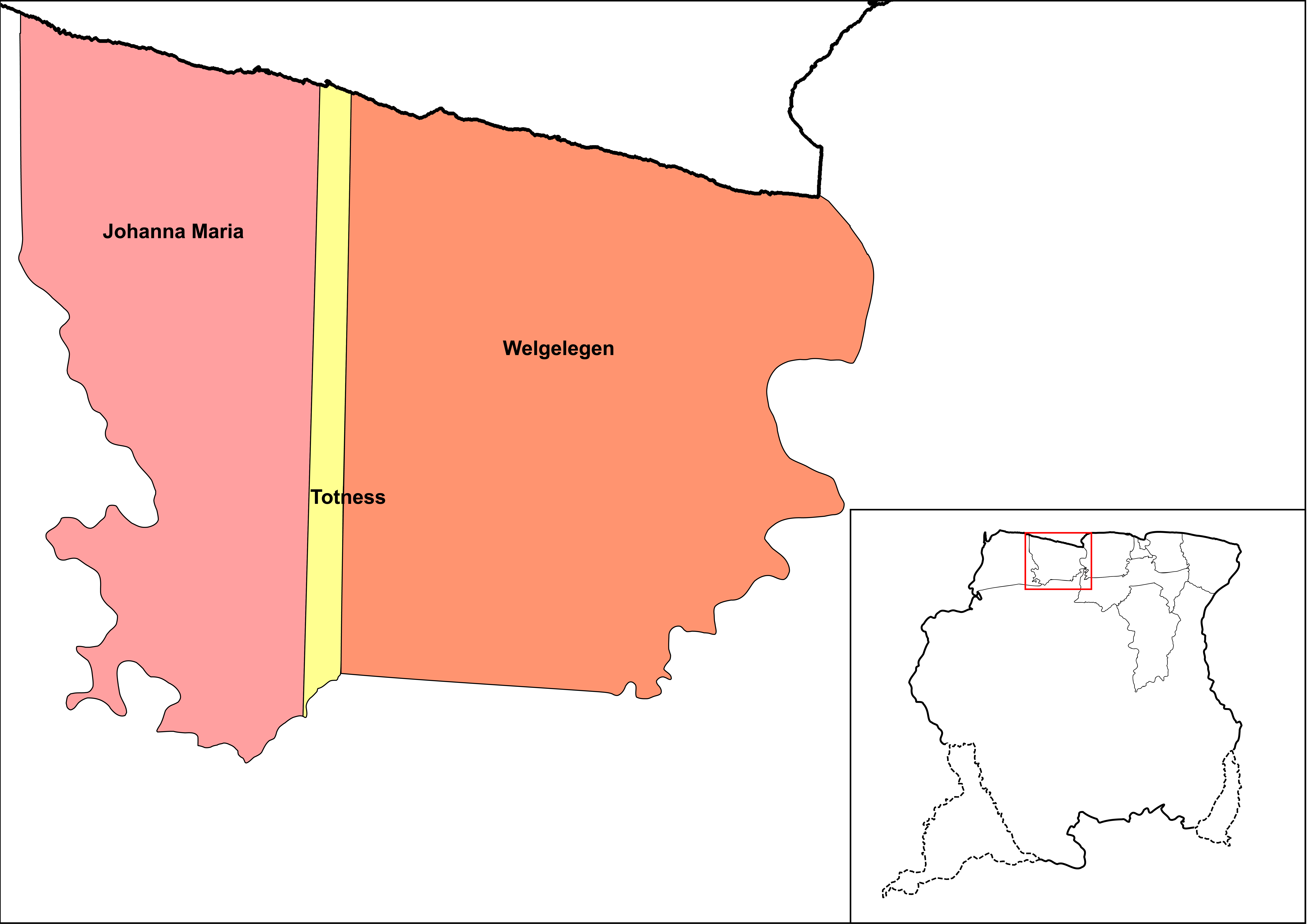
Ressorts de Coronie.

Le district de Coronie comprend les ressorts suivants:
| Ressort       | Superficie (km2) | Densité de population | Population (2012) |
| ------------- | ---------------- | --------------------- | ----------------- |
| Welgelegen    | 2 143            | 0,3                   | 593               |
| Totness       | 173              | 9,7                   | 2 150             |
| Johanna Maria | 1 586            | 0,4                   | 648               |

### District de Marowijne

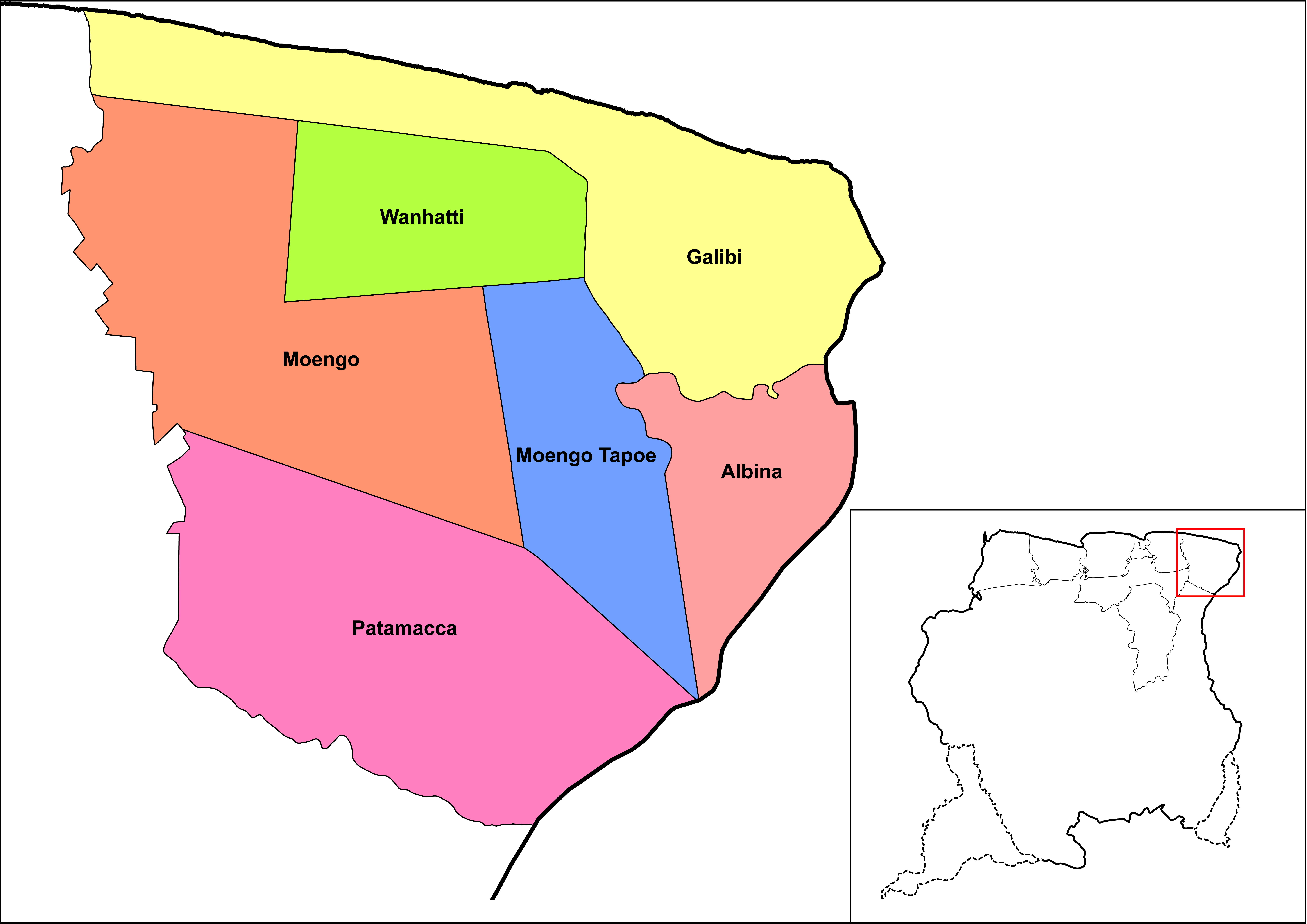
Ressorts de Marowijne.

Le district de Marowijne comprend les ressorts suivants:
| Ressort      | Superficie (km2) | Densité de population | Population (2012) |
| ------------ | ---------------- | --------------------- | ----------------- |
| Moengo       | 1 117            | 8,6                   | 10 834            |
| Wanhatti     | 461              | 0,8                   | 466               |
| Galibi       | 1 014            | 0,7                   | 741               |
| Moengo Tapoe | 455              | 0,9                   | 579               |
| Albina       | 397              | 12,9                  | 5 247             |
| Patamacca    | 1 183            | 0,4                   | 427               |

### District de Nickerie

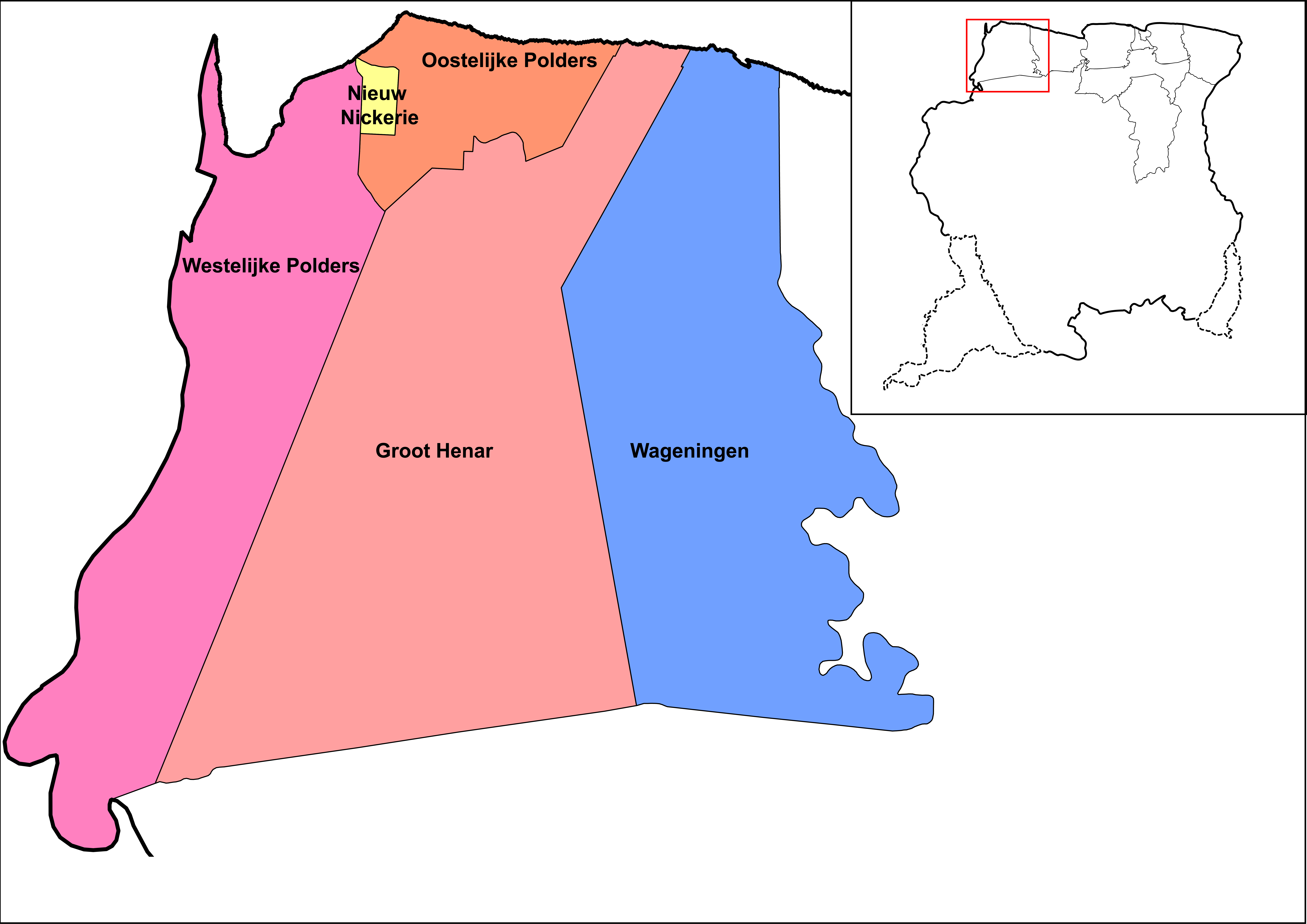
Ressorts de Nickerie.

Le district de Nickerie comprend les ressorts suivants:
| Ressort            | Superficie (km2) | Densité de population | Population (2012) |
| ------------------ | ---------------- | --------------------- | ----------------- |
| Wageningen         | 1 613            | 2,1                   | 2 937             |
| Groot Henar        | 2 185            | 1,6                   | 2 709             |
| Oostelijke Polders | 357              | 19,0                  | 7 153             |
| Nieuw Nickerie     | 30               | 461,4                 | 12 818            |
| Westelijke Polders | 1 168            | 7,7                   | 8 616             |

### District de Para

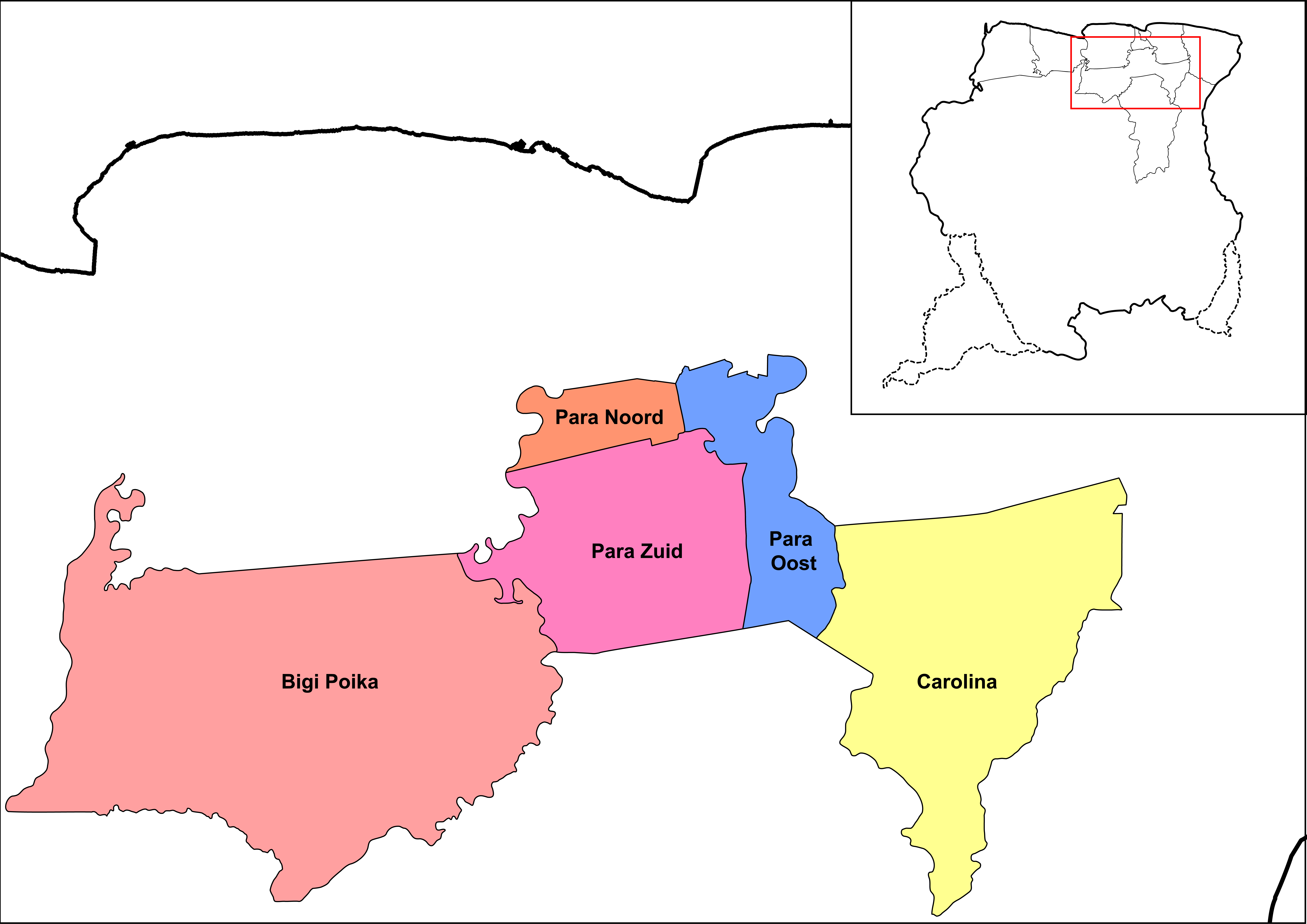
Ressorts de Para.

Le district de Para comprend les ressorts suivants:
| Ressort    | Superficie (km2) | Densité de population | Population (2012) |
| ---------- | ---------------- | --------------------- | ----------------- |
| Noord      | 236              | 27,3                  | 9 703             |
| Oost       | 446              | 16,5                  | 8 016             |
| Zuid       | 909              | 4,8                   | 6 113             |
| Bigi Poika | 2 361            | 0,1                   | 525               |
| Carolina   | 1 441            | 0,2                   | 343               |

### District de Paramaribo

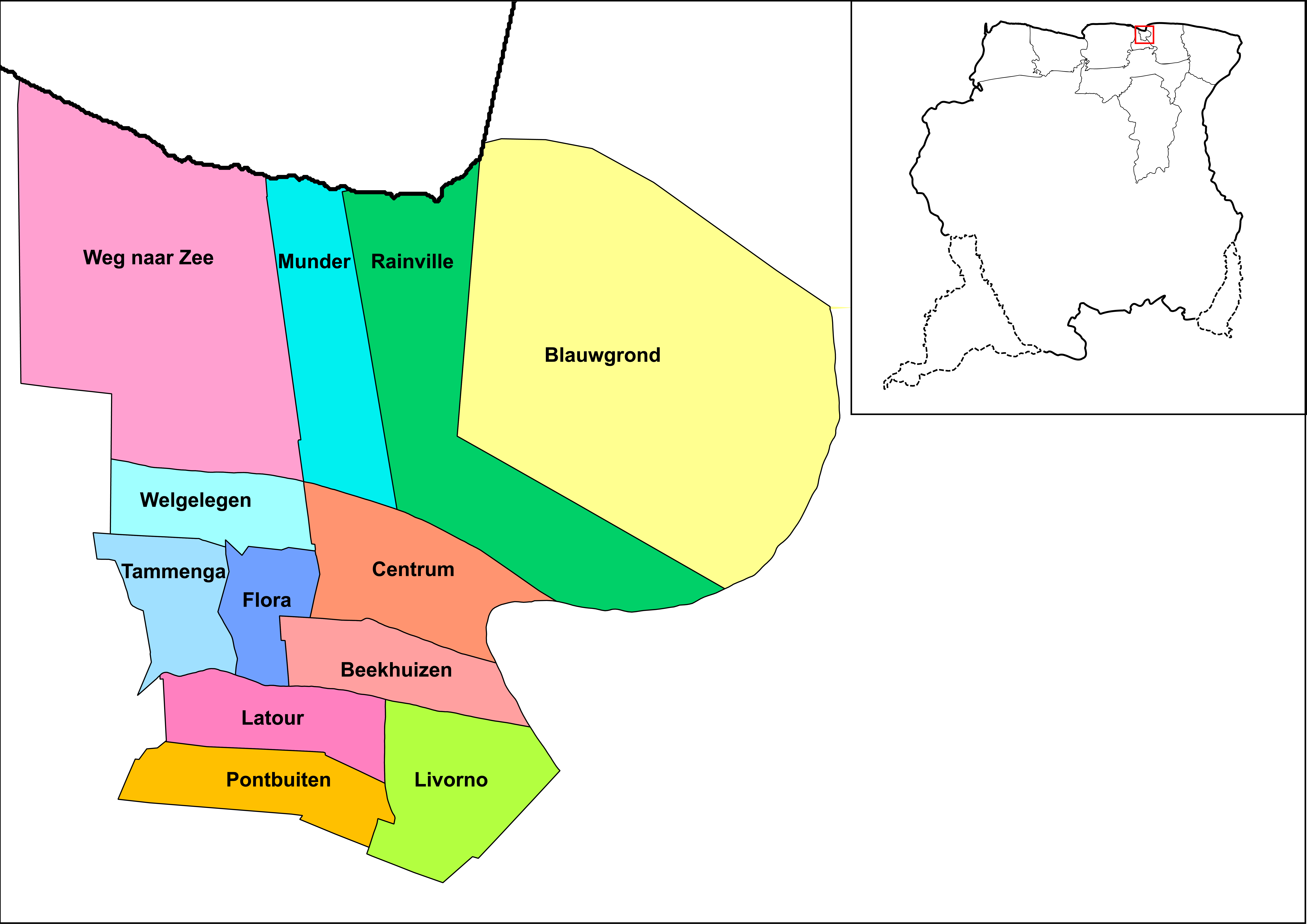
Ressorts de Paramaribo.

Le district de Paramaribo comprend les ressorts suivants:
| Ressort      | Superficie (km2) | Densité de population | Population (2012) |
| ------------ | ---------------- | --------------------- | ----------------- |
| Blauwgrond   | 43               | 661,3                 | 31 483            |
| Rainville    | 31               | 930,7                 | 22 747            |
| Munder       | 14               | 1146,4                | 17 234            |
| Centrum      | 9                | 3252,7                | 20 631            |
| Beekhuizen   | 6                | 3297,2                | 17 185            |
| Weg naar Zee | 41               | 321,3                 | 16 037            |
| Welgelegen   | 7                | 3387,0                | 19 304            |
| Tammenga     | 6                | 2385,5                | 15 819            |
| Flore        | 4                | 3836,5                | 19 538            |
| Latour       | 6                | 4358,0                | 29 526            |
| Pontbuiten   | 6                | 3246,2                | 23 211            |
| Livourne     | 9                | 931,8                 | 8 209             |

### District de Saramacca

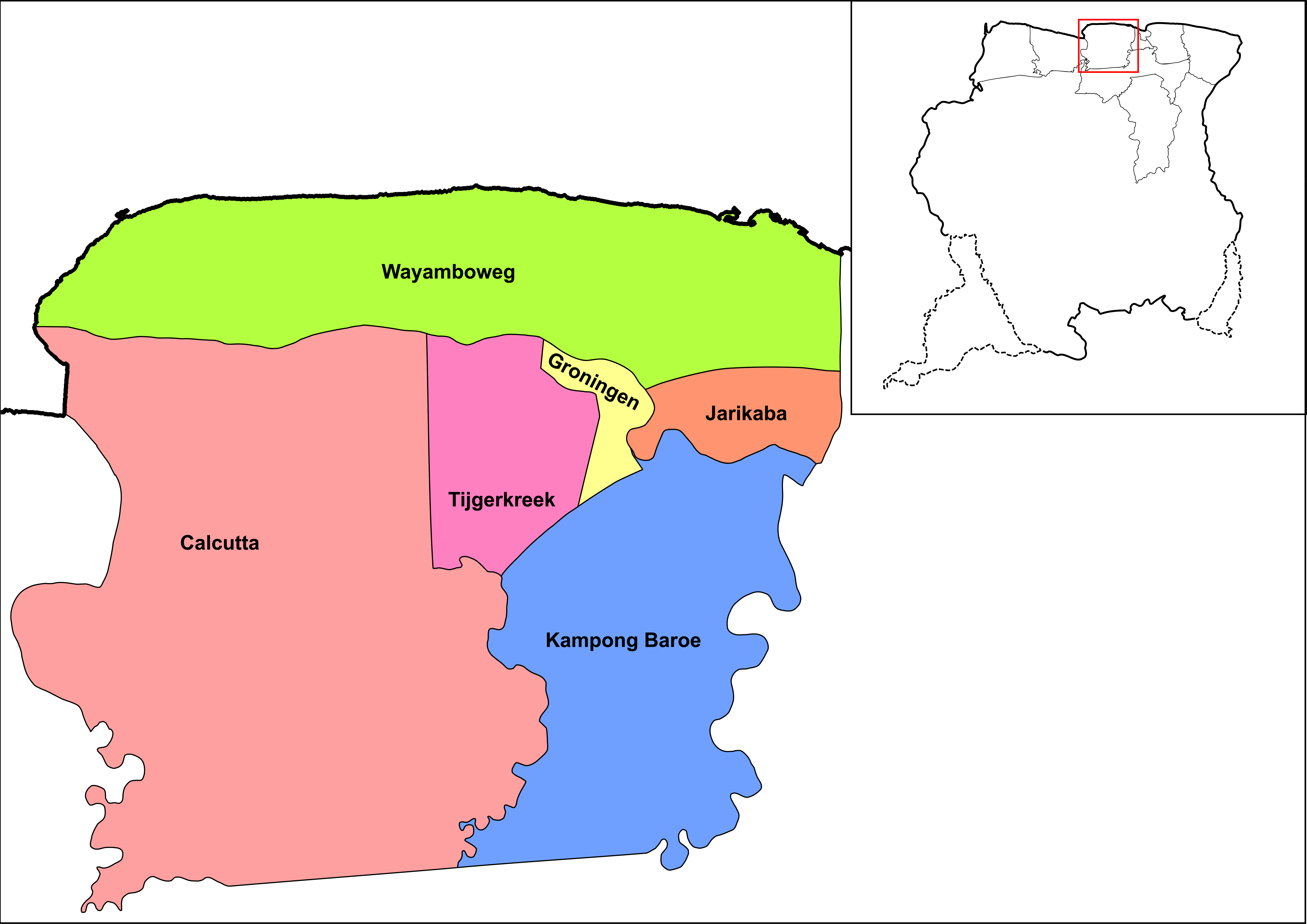
Ressorts de Saramacca.

Le district de Saramacca comprend les ressorts suivants:
| Ressort       | Superficie (km2) | Densité de population | Population (2012) |
| ------------- | ---------------- | --------------------- | ----------------- |
| Calcutta      | 1 655            | 1.2                   | 1 647             |
| Tijgerkreek   | 241              | 12,0                  | 3 244             |
| Groningen     | 57               | 49,6                  | 2 818             |
| Kampong Baroe | 684              | 2,8                   | 2 248             |
| Wayamboweg    | 872              | 1,8                   | 1 560             |
| Jarikaba      | 127              | 37,9                  | 5 963             |

### District de Sipaliwini

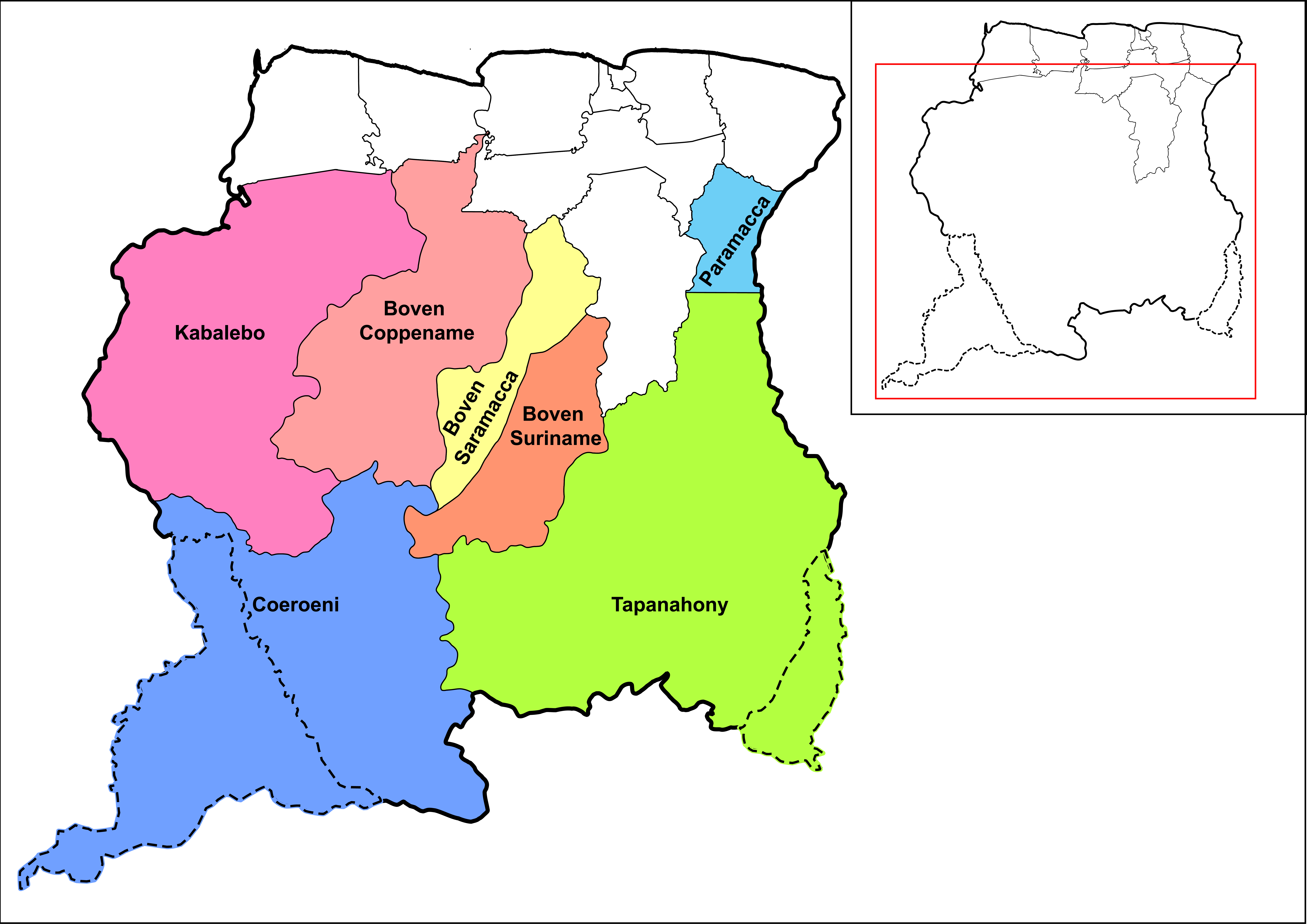
Ressorts de Sipaliwini.

Le 11 septembre 2019, un nouveau ressort est créé à partir de Tapanahony et est nommé Pamacca. Le ressort de Pamacca est la partie nord de Tapanahony et est principalement habité par le peuple Paramacca.
Le district de Sipaliwini comprend les ressorts suivants:
| Ressort         | Superficie (km2) | Densité de population | Population (2012) |
| --------------- | ---------------- | --------------------- | ----------------- |
| Tapanahony      | 38 965           | 0,3                   | 13 808            |
| Boven Suriname  | 7 512            | 2,0                   | 17 957            |
| Boven Saramacca | 5 929            | 0,3                   | 1 427             |
| Boven Coppename | 15 839           | 0,0                   | 539               |
| Kabalebo        | 25 955           | 0,1                   | 2 291             |
| Coeroeni        | 33 133           | 0,0                   | 1 048             |
| Pamacca         | 3 233            | ~ 0,5                 | 1 500 à 2 500     |

### District de Wanica

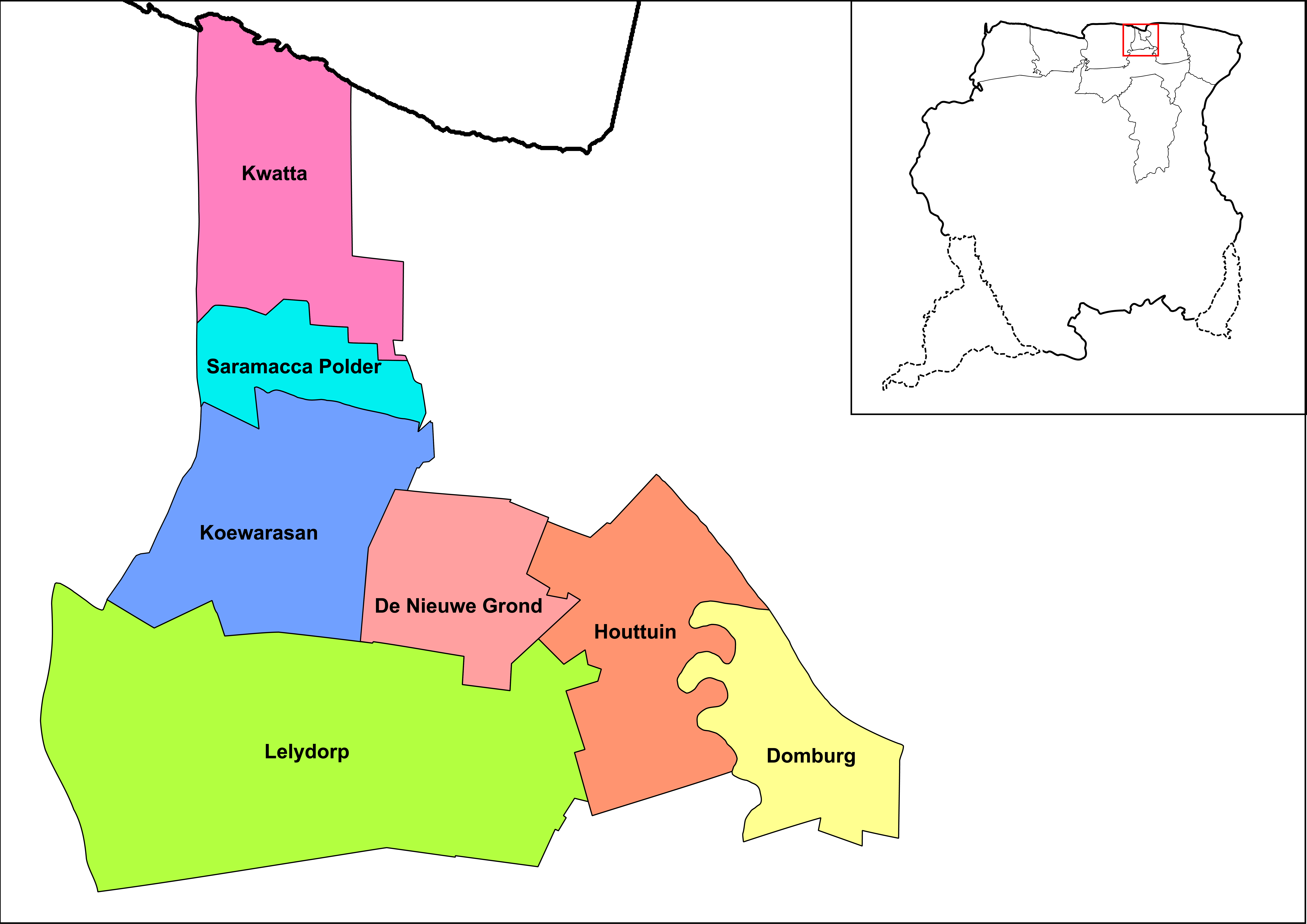
Ressorts de Wanica.

Le district de Wanica comprend les ressorts suivants:
| Ressort             | Superficie (km2) | Densité de population | Population (2012) |
| ------------------- | ---------------- | --------------------- | ----------------- |
| Kwatta              | 62               | 162,8                 | 14 151            |
| Polder de Saramacca | 28               | 278,2                 | 10 217            |
| Koewarasan          | 71               | 227,6                 | 27 713            |
| De Nieuwe Grond     | 38               | 532,1                 | 26 161            |
| Lelydorp            | 149              | 107,0                 | 18 663            |
| Houttuin            | 58               | 176,3                 | 15 656            |
| Domburg             | 37               | 150,1                 | 5 661             |